# Молдън енд Типтрий
„Молдън енд Типтрий“ ФК (на английски: Maldon & Tiptree Football Club) е английски футболен клуб от град Молдън, графство Есекс. Състезава се в Истмиън лига Северна дивизия, което е 7 и 8 ниво в английския футбол. Играе мачовете си на стадион „Уолъс Биндър Граунд“ в Молдън с капацитет 2800 зрители.

## История
Молдън Таун ФК е основан през 1946 година кто част от „Молдън Соушъл и Атлетик Клаб“.

## Успехи
- Essex Senior League
  -  Шампион (1): 1984/85
- Essex & Suffolk Border League-Първа дивизия
  -  Шампион (1): 1965/66
- Essex & Suffolk Border League-Купа на лигата
  -  Носител (1): 1964/65
- Mid-Essex League-Първа дивизия
  -  Шампион (2): 1949/50, 1950/51
- Mid-Essex League-Купа на лигата
  -  Носител (1): 1950/51
- Essex Intermediate Cup
  -  Носител (2): 1951/52

## Рекорди
- ФА Къп
  - 2-ри кръг (1): 2019/20
- ФА Трофи
  - 3-ти кръг (2): 2011/12, 2019/20
- ФА Вейз къп
  - 1/2 финалист (1): 2002/03
- Най-посетена футболна среща: 1876 зрители срещу уелския „Нюпорт Каунти“ във 2-рия кръг на ФА Къп на 29 ноември 2019 година.